# Zolitūde
Zolitūde – jeden z mikrorejonów Rygi – stolicy Łotwy – położony w dystrykcie Zemgale. Według danych na rok 2021 Zolitūde zamieszkiwało 16 840 osób, a gęstość zaludnienia wyniosła 5847 os./km². Na terenie mikroregionu znajduje się Port lotniczy Ryga.

## Geografia
Całkowita powierzchnia Zolitūde wynosi 2,88 km², czyli prawie o połowę więcej niż wynosi średnia powierzchnia wszystkich mikroregionów Rygi. Graniczy m.in. z Imanta oraz Pleskodāle.

## Galeria

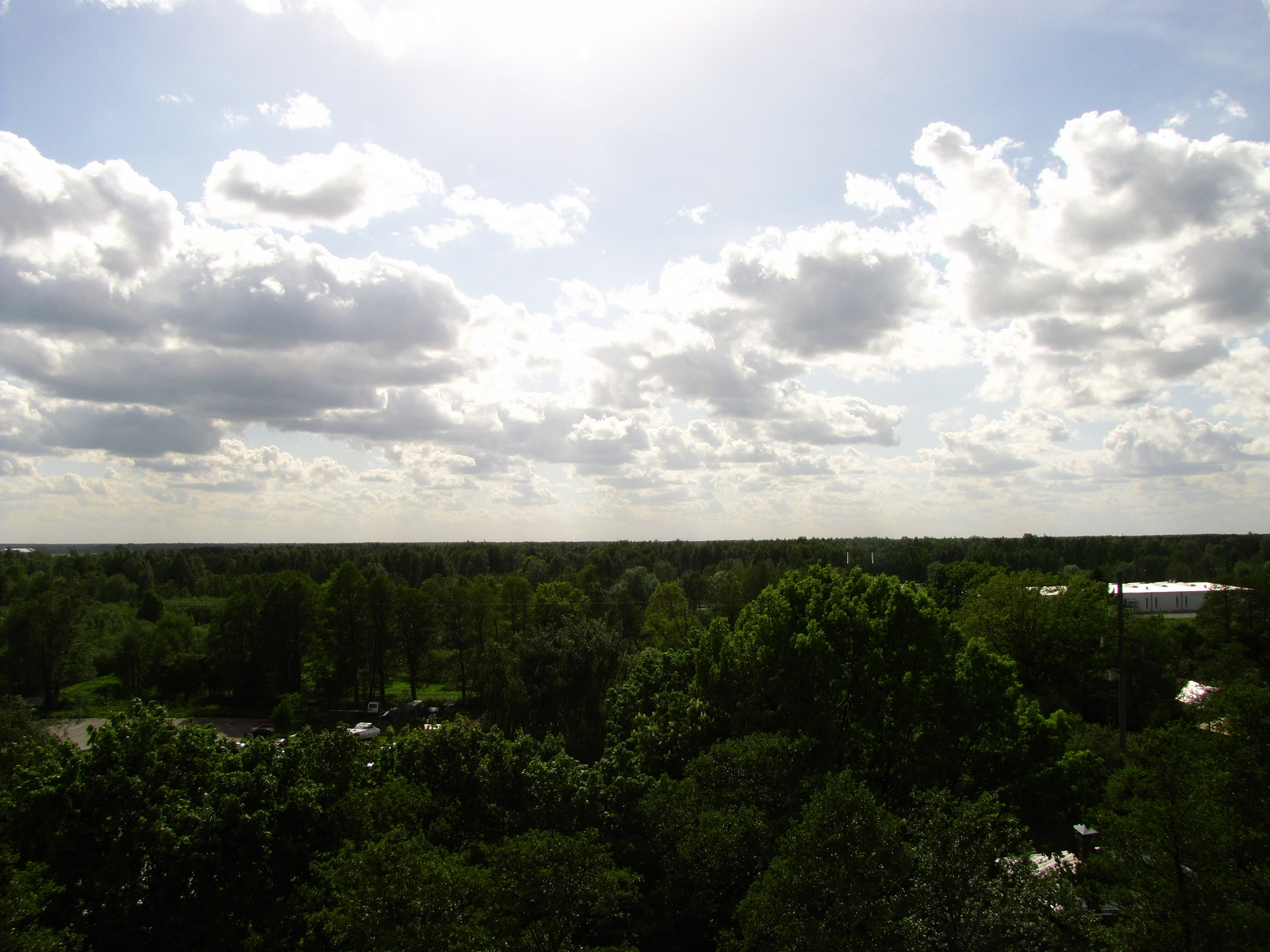
Panorama Zolitūde
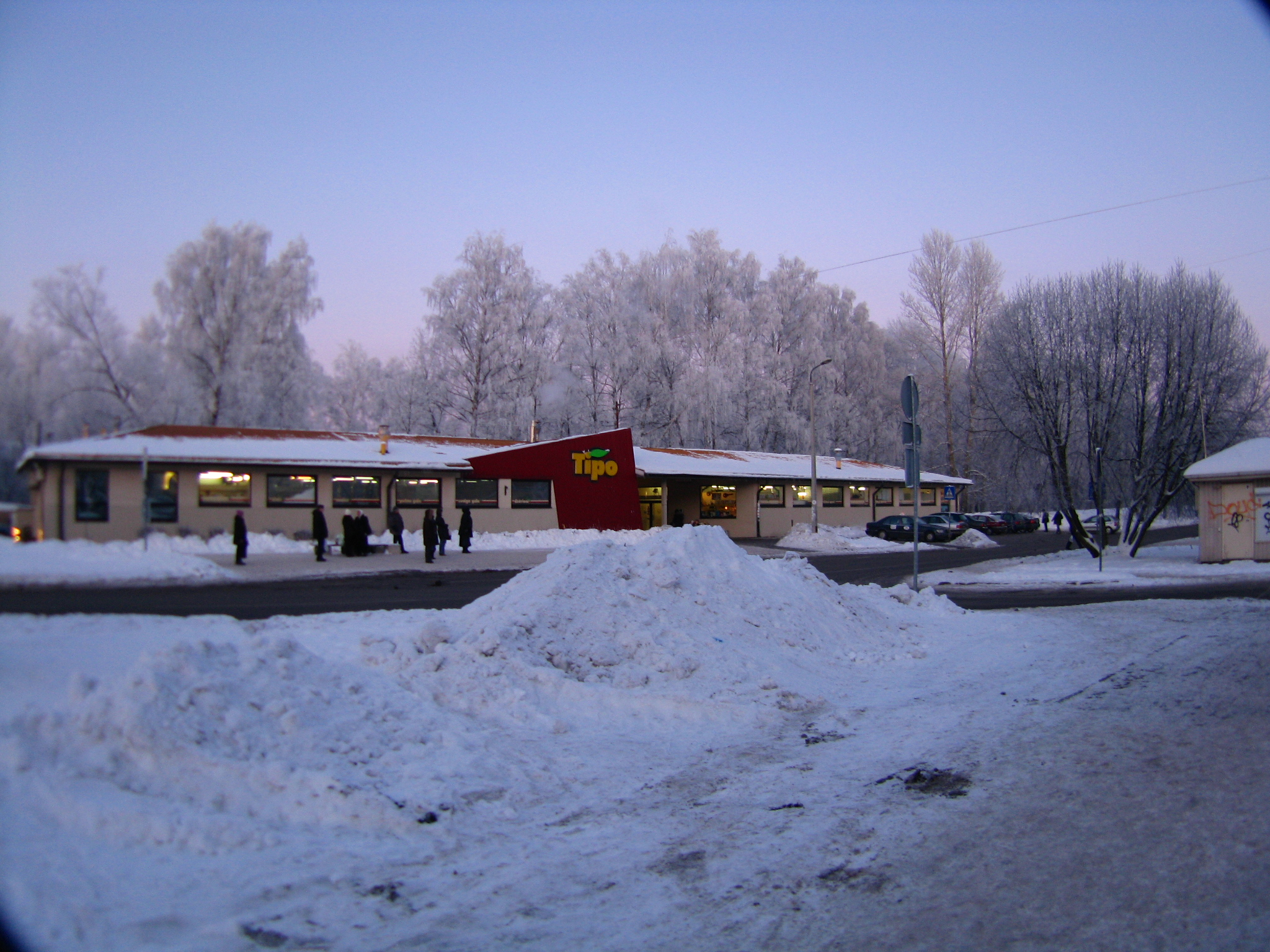
Ulica Rostokas w Zolitūde
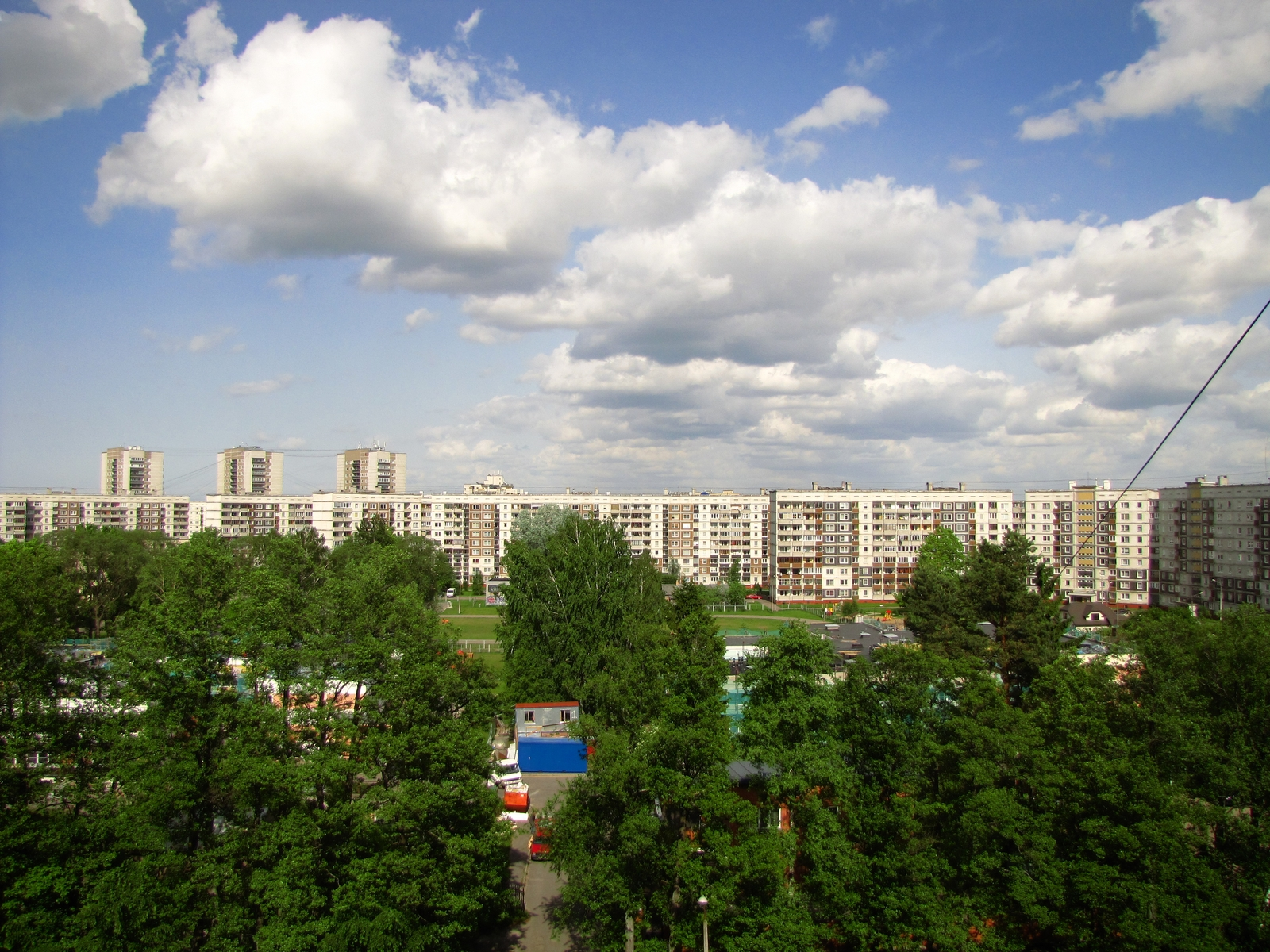
Panorama Zolitūde
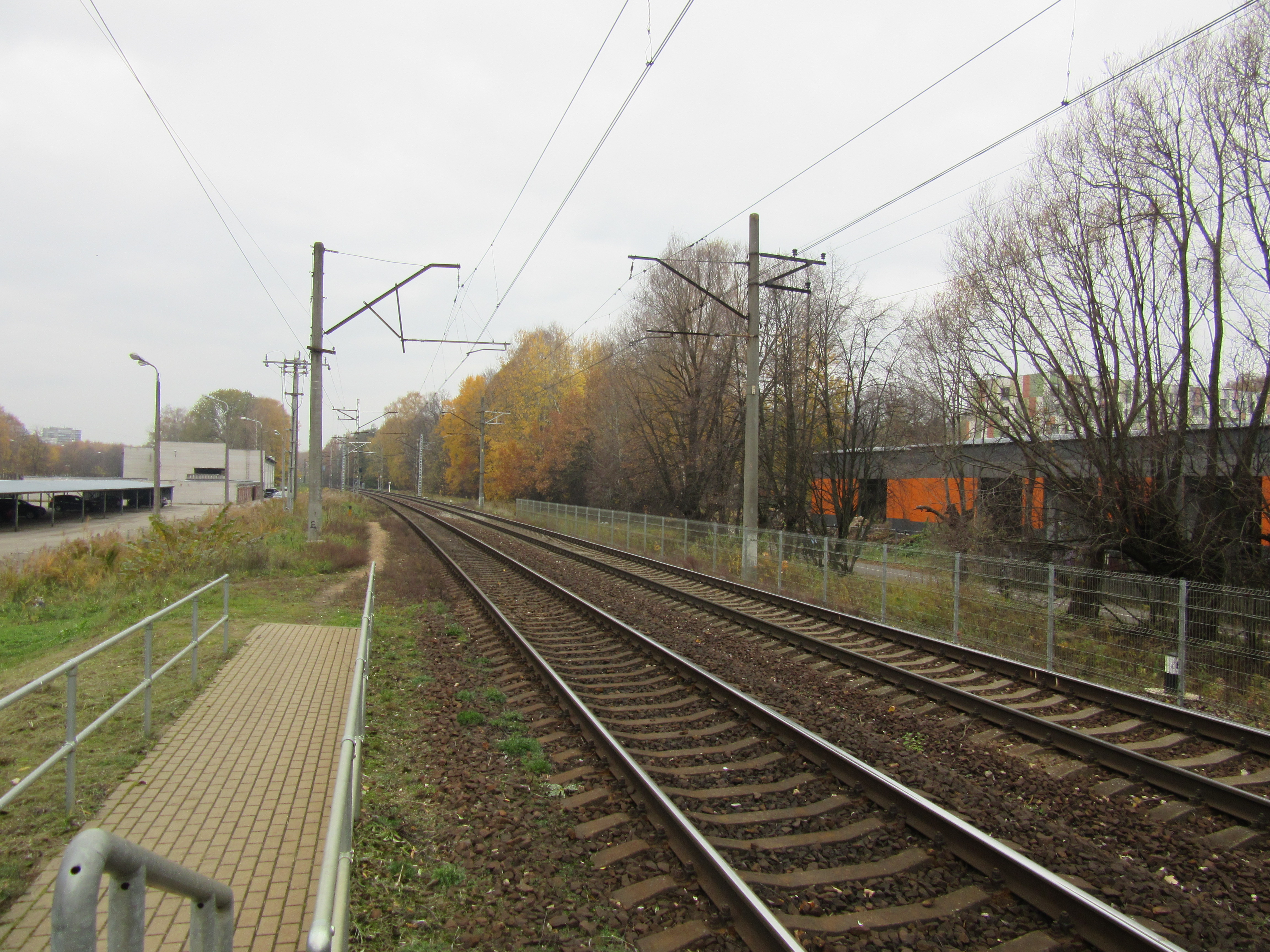
Tory kolejowe w Zolitūde
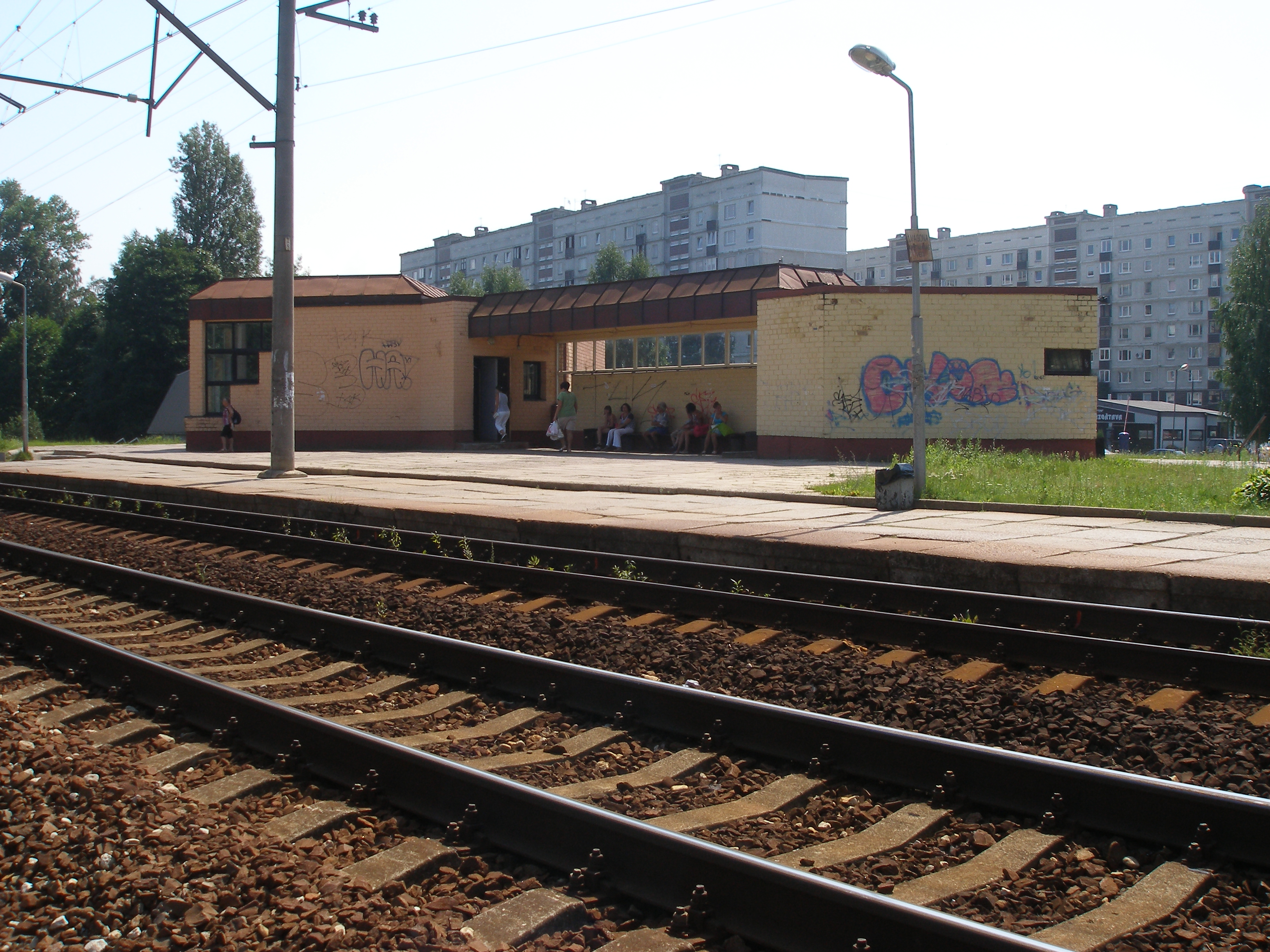
Stacja kolejowa Zolitūde